# Положий, Виктор Иванович
Виктор Иванович Положий (11 августа 1949, Старозинов — 21 мая 2004) — советский и украинский писатель-фантаст.

## Биография
Родился в селе Старозинов (Белопольский район, Сумская область). Окончил Терновскую общеобразовательную школу, филологический факультет Киевского национального университета имени Тараса Шевченко. После университета работал директором школы в селе Височно Ратновского района на Волыни.
В фантастике дебютировал рассказом «Нечто так …» (1980).
В начале 1980-х годов молодой писатель опубликовал роман «Пепел на раны» и книгу повестей «Маленькие путешествия». Окончил аспирантуру Института мировой литературы и защитил кандидатскую диссертацию. За первыми книгами последовали «Хозяева земли», «Лодка в тумане», «Солнечный ветер», отдельной монографией вышла кандидатская диссертация, посвященная творчеству Юрия Бондарева. Стал лауреатом престижной тогда премии имени Павла Усенко, был лауреатом премии им. А. Горького.
Составитель сборников «Приключения, путешествия, фантастика-80» и «ППФ-84». Был рецензентом сборника «ППФ-86».
Особый резонанс в литературной периодике приобрела повесть «Жил-был Иван». Роман «Пепел на раны», повести «Отпуск с посещением близких», «Расслоение», «Мяч», «Жил-был Иван» отличались строгой мужской интонацией. Произведения издавались в Москве, где получили несколько солидных наград, были переведены на английский, испанский, болгарский, словацкий языки.
Положий работал в Институте литературы, заведовал отделом прозы в журнале «Киев», с 1985 года был главным редактором киностудии имени Александра Довженко, впоследствии редактором объединения «Земля» на той же киностудии. Был членом Союза писателей СССР.
21 мая 2004 года Виктор Положий умер. Похоронен писатель рядом с отцом Положием Иваном Николаевичем на сельском кладбище в деревне Ясногородка Макаровского района на Киевщине. Кроме неопубликованного романа, блестящих новелл, он оставил киносценарии «Ветер в дверях», «Старики в бой не идут», и пьесу «Совки расстаются».

## Произведения

### Роман
- 1981 «Пепел на раны»

### Повести
- 1980 «Нечто так»
- 1982 «Отпуск с посещением близких»
- 1982 «Жил-был Иван»
- 1982 «Мяч»
- 1982 «Путешествия с маленькой дочкой»
- 1982 «Расслоение»
- 1986 «Пилот трансгалактичного»
- 1986 «Частная клиника доктора Буатрегано»
- 1987 «Игра в миражи»
- 1988 «Вечный город»

### Рассказы
- 1981 «Лодка в тумане»
- 1982 «Кусок хлеба»
- 1982 «Кузнец Митроша»
- 1982 «Через тридцать лет»
- 1986 «А в той кузнице кузнец клепле …»
- 1986 «Большие глаза Волыни» (Филологический этюд)
- 1986 «Голы под занавес»
- 1986 «Корабли в лесу»
- 1986 «Короборо»
- 1986 «Пополнение»
- 1986 «О пользе инструкций»
- 1986 «Третья попытка»
- 1986 «Центр Вселенной»
- 1986 «Сабля пришельца»
- 1988 «Планета с дырой»
- 2009 «Подворье Котича и окружающий» (опубликовано посмертно)